# Athlītikī Enōsis Kōnstantinoupoleōs
L'Athlītikī Enōsis Kōnstantinoupoleōs (in greco Αθλητική Ένωσις Κωνσταντινουπόλεως?, Unione sportiva di Costantinopoli), internazionalmente conosciuta come AEK o, impropriamente, AEK Atene, è una società polisportiva greca di Atene, con sede nel sobborgo di Nea Filadelfia. Il club è preminentemente noto per la sua sezione di pallacanestro e per quella calcistica. Quest'ultima milita nella massima divisione del campionato greco, cui ha partecipato dalla sua fondazione e da cui è retrocessa una sola volta, nel 2012-2013.
Fondato nel 1924 da rifugiati greci provenienti da Costantinopoli dopo la guerra greco-turca, il club fa parte, insieme alle rivali Olympiacos e Panathīnaïkos, del gruppo di squadre di calcio più titolate del paese. In particolare l'AEK ha vinto 13 campionati di massima serie, 16 coppe, 2 supercoppe nazionali e una Coppa di Lega, per un totale di 32 trofei nazionali.
L'emblema del club, un'aquila a due teste, è quello dei Paleologi, ultima dinastia a regnare sull'impero bizantino di cui Costantinopoli (oggi la turca Istanbul) era capitale.
Nelle competizioni europee vanta come miglior risultato la semifinale di Coppa UEFA 1976-1977, nella quale fu eliminata dalla Juventus. Fu inoltre il primo club greco a partecipare alla UEFA Champions League, prendendo parte alla prima edizione del torneo, nel 1992-93. In Coppa dei Campioni il miglior risultato sono i quarti di finale, raggiunti nel 1968-69.
Anche in Coppa delle Coppe l'AEK ha raggiunto due volte i quarti di finale, nel 1996-97 e nel 1997-98.

## Storia

### Origini
Il club fu fondato il 13 aprile 1924 ad Atene da alcuni rifugiati greci fuggiti da Costantinopoli a seguito della guerra greco-turca del 1919-22.
Il gruppo di esuli si riunì nel negozio di articoli sportivi di Emilios e Menelaos Ionas e fondò l'AEK con il proposito di dare un luogo di ritrovo dove esercitare lo sport e lo studio alle centinaia di immigrati (precipuamente da Costantinopoli, nome greco di Istanbul, e dall'Anatolia) stabilitisi nei sobborghi di Atene (Nea Filadelfia, Nea Ionia, Nea Chalkidona, Nea Smyrnī).
Il primo incontro calcistico del neonato club fu una vittoria 2-0 contro l'Aias Athinon.
La popolarità della neonata squadra di calcio crebbe velocemente negli anni venti, oscurando quella di altri club fondati da immigrati greci provenienti dall'Asia minore, come il Paniōnios e l'Apollōn Smyrnīs. Non possedendo un campo, l'AEK giocava le sue partite in diversi impianti intorno ad Atene. Il primo presidente della società, Konstantinos Spanoudis (1871-1941), un giornalista vicino all'allora Primo Ministro greco Eleutherios Venizelos, fece una petizione al governo affinché mettesse a disposizione un terreno atto alla costruzione di un nuovo stadio. Nel 1926 venne donato al club un terreno, un tempo destinato ad ospitare rifugiati, nei pressi di Nea Filadelfia. I membri dell'AEK iniziarono ad utilizzare quel terreno per gli allenamenti e già nel 1930 la proprietà passò al club. Venizelos approvò presto un progetto per la costruzione di quello che sarebbe stato l'impianto casalingo dell'AEK per oltre 70 anni, lo Stadio Nikos Goumas. La prima gara giocata nel nuovo stadio, nel novembre 1930, fu un'amichevole contro l'Olympiakos terminata 2-2.
Nel 1928 Panathinaikos, Olympiakos e AEK avevano intrapreso una disputa con la federazione calcistica nazionale (nata nel 1926), decidendo di ritirarsi dal campionato regionale ateniese e di formare un'alleanza detta Podosfairikes Omades Kentrou (POK). Durante il periodo della controversia, la POK organizzava amichevoli tra le squadre a essa aderenti e diverse squadre europee. Nel 1929 comunque la disputa si risolse con il ritorno dell'AEK e delle altre squadre nella Federcalcio greca e la nascita del campionato nazionale.

### 1930-1959
Nel 1931-1932 l'AEK vinse la sua prima Coppa di Grecia, sconfiggendo l'Arīs Salonicco per 5-3 nella finale. Fra i giocatori di quella squadra vi erano Kostas Negrepontis, Kleanthis Maropoulos, Tryfon Tzanetis, Michalis Delavinias, Giorgos Mageiras e Spyros Sklavounos. I successi degli anni trenta giunsero al culmine con il primo double campionato-coppa del 1938-1939.
Sotto la guida dell'allenatore Kostas Negrepontis, ex-giocatore del club, l'AEK vinse nuovamente il campionato nel 1939-1940. Sotto la guida dell'inglese Jack Bimby, il gruppo dell'AEK, formato da giocatori esperti come Maropoulos, Tzanetis, Delavinias e Mageiras, uniti a giovani come Kostas Poulis, Giorgos Goulios, e Pavlos Emmanoualidis, conquistò la Coppa di Grecia negli anni 1949 e 1950, battendo rispettivamente il Panathinaikos per 2-1 e l'Aris per 4-0.
L'AEK vinse anche il campionato regionale ateniese del 1950; tuttavia gli spareggi per il titolo panellenico non vennero disputati, dal momento che molti giocatori erano impegnati in un ritiro di lunga durata con la Nazionale greca.
I primi anni cinquanta videro la nascita di un'altra generazione di ottimi giocatori come Giannīs Kanakīs, Andreas Stamatiadis ed il portiere Stelios Serafeidis, i quali, insieme ai già citati Poulis ed Emmanoualidis, nel 1955-1956 portarono l'AEK ad un'altra vittoria della coppa nazionale, ottenuta battendo l'Olympiakos 2-1 in finale. Il 1957 fu l'anno del debutto di uno dei più grandi attaccanti greci dell'epoca, Kōstas Nestoridīs. Giunto dal Panionios nel 1956, Nestoridis fu costretto a saltare tutta la stagione a causa di una disputa tra i due club, relativa al suo trasferimento. Nel 1957-1958 e nel 1958-1959 vinse il titolo di capocannoniere del campionato, anche se ciò non fu sufficiente per dare all'AEK alcun titolo.

### 1960-1979
Con Kostas Nestoridis centravanti fisso della squadra anche nei primi anni sessanta (miglior cannoniere del campionato dal 1957-1958 al 1962-1963) e con l'acquisto, nel 1962, di un'altra punta, Dīmītrios Papaïōannou (che diventerà recordman di presenze e reti nel club), l'AEK tornò alla vittoria in campionato nella stagione 1962-1963. Noto con il diminutivo di Mimis, Papaioannou fu l'autore delle due reti che, nella gara di spareggio contro il Panathinaikos, valida per il titolo, portarono il risultato sul 3-3. L'AEK conquistò così il suo primo campionato del dopoguerra grazie alla miglior media realizzativa. Guidata dall'ungherese Jenő Csaknady, la squadra campione poteva contare sui veterani Nestoridis, Serafeidis e Stamatiadis, ma anche su Alekos Sofianidis, Stelios Skevofilakas, Giorgios Petridis, Manolis Kanellopoulos, e Miltos Papapostolou.
A questo titolo di campionato si aggiunsero, negli anni successivi (1963-1964 e 1965-1966), due vittorie nella coppa nazionale. Con il ritorno di Csaknady sulla panchina della squadra, nel 1968 e con alcuni ottimi giocatori come Kostas Nikolaidis, Giorgos Karafeskos, Panagiotis Ventouris, Fotis Balopoulos, Spyros Pomonis, Alekos Iordanou, Nikos Stathopoulos e Andreas Papaemmanouil, l'AEK vinse nuovamente il campionato, dopo soli cinque anni e con relativa facilità, diventando, l'anno successivo, la prima squadra ellenica in grado di raggiungere i quarti di finale della Coppa dei Campioni.
Gli arrivi del portiere Stelios Konstantinidis e di Apostolos Toskas rinforzarono la squadra, che poté così vincere nuovamente il campionato, quinto della sua storia, nel 1970-1971. Nello stesso anno l'AEK conquistò anche il trofeo non ufficiale della supercoppa, battendo 4-2 ai rigori l'Olympiakos dopo che l'andata, al Pireo, era terminata 2-2 e il ritorno a Nea Filadelfia 1-1.
Nel 1974, Loukas Barlos prese la presidenza della società e, con l'aiuto del tecnico cecoslovacco František Fadrhonc, costruì una delle migliori squadre nella storia dell'AEK. Il "periodo d'oro" sotto la gestione Barlos vide l'arrivo di alcuni giocatori ritenuti tra i migliori ad aver vestito la maglia giallo-nera. Chrīstos Ardizoglou, Giōrgos Dedes, Giorgios Skrekis, i tedeschi Walter Wagner e Timo Zahnleiter, Dionysis Tsamis, Pantelis Nikolaou, Petros Ravousīs, il serbo Dušan Bajević, Takīs Nikoloudīs, Stefanos Theodoridis, Christos Itzoglou e Nikos Christidis, furono alcuni giocatori che contribuirono a rendere la squadra una delle migliori dell'epoca anche in campo europeo.

L'AEK (a destra) scende in campo il 6 aprile 1977 allo stadio Comunale di Torino, per la semifinale di andata della Coppa UEFA contro la : è tuttora il miglior risultato raggiunto dai gialloneri in campo europeo.

Capitanato da Mimis Papaioannou, l'AEK della stagione 1976-1977 raggiunse le semifinali di Coppa UEFA, prima squadra greca a riuscirvi. Dopo aver sconfitto la Dinamo Mosca (Unione Sovietica) 2-0, il Derby County (Inghilterra) 2-0 e 3-2, la Stella Rossa (Jugoslavia) 2-0 e il QPR (Inghilterra) 3-0 e 7-6 ai rigori, l'AEK dovette arrendersi in semifinale alla Juventus, squadra che allora dominava in Italia. La Juventus vinse poi quella coppa, primo trofeo europeo della sua storia.
Fu proprio a metà degli anni settanta che l'AEK mise sotto contratto uno dei migliori attaccanti greci, Thomas Mavros. Parte della squadra che aveva raggiunto le semifinali di Coppa UEFA, esplose in modo definitivo negli anni successivi: aggiudicandosi il titolo di miglior realizzatore del campionato nel 1977-1978 e nel 1978-1979, con 22 e 31 reti rispettivamente, diede un contributo decisivo agli ateniesi, che centrarono nel 1978 il double campionato-coppa. L'arrivo dal Panathinaikos di Dimitris Domazos e di Kōstas Eleutherakīs permise all'AEK di chiudere il decennio più vincente della sua storia con un altro campionato vinto nel 1978-1979.
Con alla presidenza Loukas Barlos, lo Stadio Nikos Goumas venne finalmente completato con l'aggiunta della tribuna coperta, attuale sede del principale gruppo di tifosi dell'AEK, l'Original 21. Una nuova generazione di campioni, provenienti dalle giovanili della squadra, fece il suo debutto in questo periodo: Stelios Manōlas, Spyros Ekonomopoulos, Vangelis Vlachos e Lysandros Geōrgamlīs.

### 1980-1999
Con l'arrivo del nuovo presidente Michalis Arkadis e dell'allenatore austriaco Helmut Senekowitsch, l'AEK vinse la Coppa di Grecia 1982-1983, battendo il PAOK per 2-0 nello stadio Olimpico di Atene, appena inaugurato. Thomas Mavros e lo storico capitano Vangelis Vlachos furono i marcatori.
Nello stesso periodo la società dava la caccia al titolo nazionale: lo riconquistò dopo dieci anni di digiuno, nella stagione 1988-1989. Guidato dall'ex-giocatore Dušan Bajević, l'AEK poté finalmente rimettere le mani sul titolo dopo il big match all'Olimpico di Atene contro i diretti rivali dell'Olympiakos: Takis Karagiozopoulos fu l'autore della rete che risolse la partita a favore dei giallo-neri (1-0). Nello stesso anno arrivò pure la vittoria nella supercoppa, ai rigori contro il Panathinaikos, dopo che i 120' regolamentari avevano visto le due squadre impattare sull'1-1.
Dopo le due vittorie con Bajević, l'AEK fu in grado di costruire un'altra squadra vincente, una delle migliori della sua storia. Con Stelios Manōlas alla guida, il club ateniese, che vantava in rosa giocatori come Toni Savevski, Daniel Batista, Vaios Karagiannīs, Vasilīs Dīmītriadīs, Giōrgos Savvidīs, Alekos Alexandris e Refik Šabanadžović, dominò il calcio greco dei primi anni novanta con tre titoli nazionali consecutivi (1991-1992, 1992-1993 e 1993-1994) e una Coppa di Grecia (1989-1990), in finale contro l'Olympiakos, superato per 3-2.
Nella stagione 1994-1995 l'AEK, battendo gli scozzesi del Rangers nel preliminare, divenne la prima squadra ellenica a prendere parte alla fase a gironi della Champions League; venne così inserita nel gruppo D con Ajax, Milan ed Austria Salisburgo. I due soli punti conquistati in sei incontri non permisero ai greci di passare il turno: a qualificarsi per i quarti furono invece Ajax e Milan, le due squadre che avrebbero raggiunto la finale (vinta poi dall'Ajax).
Con Michalis Trochanas alla presidenza e Dušan Bajević in panchina, l'AEK vinse la coppa nazionale nel 1995-1996. Al termine della stagione Bajević lasciò la panchina dei giallo-neri per accasarsi ai rivali dell'Olympiakos e Petros Ravousīs ne prese il posto, portando la squadra alla vittoria della sua seconda supercoppa greca (agosto 1996), ottenuta ancora ai rigori contro il Panathinaikos. Nel 1996-1997, lo stesso Ravousis guidò l'AEK all'undicesima Coppa di Grecia, ottenuta nuovamente ai rigori contro il Panathinaikos.
L'inizio degli anni novanta, il periodo più ricco di sempre quanto a trofei, vide l'arrivo in squadra di nuovi talenti come Demis Nikolaidis, Christos Kostis, Vassilis Tsiartas, Christos Maladenis, Andreas Zikos e Michalis Kasapis. Demis Nikolaidis, in particolare, declinò offerte economicamente più vantaggiose da parte di Olympiakos e Panathinaikos, preferendo firmare per il club di cui era tifoso sin dall'infanzia. Divenne un idolo della tifoseria, anche grazie ai suoi 125 gol per i giallo-neri. Nelle stagioni 1996-1997 e 1997-1998 l'AEK raggiunse i quarti di finale della Coppa delle Coppe.
Nel 1998-1999, proprio al culmine dei bombardamenti che la NATO stava effettuando sulla Jugoslavia, l'ex-presidente del club Dimitris Melissanidis organizzò un'amichevole con il Partizan, a Belgrado. Come gesto di compassione e solidarietà verso il popolo serbo, i giocatori e lo staff dell'AEK rifiutarono di obbedire all'embargo posto dalla stessa NATO e si recarono a Belgrado per giocare l'incontro. La gara si chiuse sul punteggio di 1-1 e dopo soli 60 minuti di gioco, dal momento che centinaia di tifosi serbi invasero pacificamente il terreno di gioco per abbracciare i giocatori.

### Il nuovo millennio
L'AEK vinse la sua dodicesima coppa nazionale nel 1999-2000, sotto la guida dell'allenatore Giannis Pathiakakis. Nella finale venne battuto lo Ionikos per 3-0 con reti di Nikolaidis, Petkov e Maladenis. Il comitato per il fair play della FIFA assegnò poi un premio allo stesso Nikolaidis, dal momento che aveva ammesso davanti all'arbitro che una rete da lui segnata era stata realizzata di mano.
La squadra continuò la serie di ottimi successi terminando il campionato 2001-2002 in prima posizione, a pari punti con l'Olympiakos; tuttavia il club del Pireo poté festeggiare grazie alla miglior differenza reti, impedendo all'AEK di vincere il dodicesimo titolo. Gli ateniesi, comunque, riuscirono ad avere una piccola rivincita battendo l'Olympiakos nella finale di Coppa di Grecia e vincendo il tredicesimo trofeo.
Nonostante i successi sul campo, il periodo successivo viene ricordato per il ritorno in panchina di Dušan Bajević nell'estate 2002, un trasferimento non molto apprezzato da una parte della tifoseria giallo-nera. Sotto la guida di Bajević, l'AEK raggiunse la fase a gironi della Champions League 2002-2003 eliminando i ciprioti dell'APOEL. Inserito nel gruppo A insieme a Roma, Real Madrid e Genk, l'AEK stabilì un singolare primato, pareggiando tutte le 6 gare disputate. Con soli sei punti, però, non riuscì a superare il turno.
Gli arrivi di Nikos Liberopoulos e del cipriota Ioannis Okkas sembrarono ridare al club la possibilità di competere a buoni livelli a dispetto dei problemi economici via via più gravi. Le modeste prestazioni fornite sul campo, però, furono inferiori ai problemi sorti fuori dal campo di gioco. Nel 2004, dopo una discussione con il presidente del club Chrysostomos Psomiadis, il capitano Nikolaidis venne lasciato libero di andarsene: si accasò in Spagna, all'Atlético Madrid. Nello stesso anno anche l'allenatore Bajević, contestato dai tifosi, preferì andarsene rescindendo il contratto dopo una partita con l'Īraklīs
Nell'estate di quell'anno l'AEK fu costretto a vendere o a svincolare diversi giocatori: ad andarsene furono Vassilis Borbokis, Grigorios Georgatos, Theodōros Zagorakīs, Michalīs Kapsīs, Michalis Kasapis, Michel Kreek, Vasilīs Lakīs, Vassilis Tsiartas e Ioannis Okkas; rimasero invece Kōstas Katsouranīs, fresco campione d'Europa e Nikos Liberopoulos. Persi i migliori giocatori, e ormai sull'orlo della bancarotta, la squadra ateniese doveva evitare la retrocessione nelle serie inferiori.

### La presidenza di Demis Nikolaidis, la retrocessione e la rinascita
Nel 2004 la società venne acquistato da una cordata di uomini d'affari con a capo Demis Nikolaidis, che pochi anni prima aveva ricoperto il ruolo di attaccante per la squadra ateniese. La nuova presidenza si impegnò a pagare i debiti e permise all'AEK di assicurarsi nuovamente l'iscrizione al campionato. In panchina ritornò Fernando Santos, mentre nuovo direttore tecnico divenne Ilija Ivić.
La stagione 2004-2005 si chiuse al terzo posto; in quella successiva la squadra giallo-nera si classificò al secondo posto in campionato, raggiungendo al contempo la finale della coppa nazionale, persa però contro l'Olympiakos per 3-0.
L'annata 2006-2007 fu caratterizzata dall'arrivo del nuovo allenatore Llorenç Serra Ferrer, proveniente dal Betis: guidato dal tecnico spagnolo, l'AEK concluse nuovamente al secondo posto il campionato di massima divisione, ribattezzato Souper Ligka Ellada. In campo europeo prese parte alla Champions League, riuscendo a qualificarsi per la fase a gironi dopo aver superato l'Hearts nel terzo turno preliminare. La fase a gironi si concluse con un terzo posto dietro Milan e Lilla, piazzamento valido solo per il ripescaggio nei sedicesimi di finale della Coppa UEFA: qui la squadra venne definitivamente eliminata dall'Europa per mano del Paris Saint-Germain
Per la stagione 2007-2008 la società si assicurò il trasferimento di giocatori come Rivaldo, Ismael Blanco e Rodolfo Arruabarrena. In campionato la squadra raggiunse il secondo posto per la terza volta consecutiva, sempre dietro all'Olympiakos, mentre il contemporaneo cammino in Europa, dopo l'eliminazione al terzo turno preliminare di Champions League, continuò in Coppa UEFA fino all'eliminazione nei sedicesimi di finale dopo la doppia sfida con il Getafe.
Nell'estate 2010, il ritorno di alcuni giocatori come Traïanos Dellas e Nikos Liberopoulos e del tecnico Manuel Jiménez Jiménez, insieme anche al centrocampista Pantelīs Kafes, permise all'AEK di vincere la sua 14ª Coppa di Grecia. Il 6 ottobre 2011, Nikos Kōstenoglou è tornato all'AEK Atene per un secondo mandato, firmando un contratto di due anni. La società l'ha nominato come suo nuovo allenatore, rimpiazzando Jiménez.
Al termine della stagione 2012-2013, l'AEK retrocede per la prima volta nella sua storia. A causa dei problemi economici, non può iscriversi al campionato di Football League, ma è ammesso alla terza divisione, la Football League 2. Il 27 aprile del 2014 il club è promosso in Football League vincendo il Gruppo 6 di Football League 2 con 4 giornate di anticipo rispetto alla fine della stagione, grazie alla vittoria per 2-0 sul campo dell'AE Kifissia.
Nella stagione 2014-2015 l'AEK ottiene la promozione nella massima divisione greca dopo aver vinto il proprio girone e successivamente il play-off di categoria.
La stagione 2015-2016, la prima nella massima serie dopo la retrocessione, è molto positiva: terzo posto e vittoria in Coppa di Grecia. Nel 2016-2017 l'AEK perde la finale di Coppa di Grecia. La stagione 2017-2018 vede il ritorno della squadra al vertice del campionato greco con la vittoria del dodicesimo titolo nazionale, il primo dopo ventiquattro anni, e una nuova sconfitta in finale di Coppa di Grecia. Nell'annata seguente l'AEK riesce a superare i turni preliminari di Champions League e si qualifica per la fase a gironi, ma l’avventura europea si conclude dopo sei sconfitte in altrettante partite del girone; in Coppa di Grecia viene nuovamente sconfitta in finale. Nella stagione 2019-2020 la squadra arriva ancora una volta in finale di coppa nazionale, dove viene sconfitta dall'Olympiakos per 1-0. Dopo due stagioni deludenti con un quarto e un quinto posto, nel 2022-2023 l'AEK torna a vincere il campionato cinque anni dopo l'ultima volta, vincendo anche la sedicesima Coppa di Grecia nella stessa stagione.

## Colori e simboli

La bandiera dell'Impero bizantino in uso dal 1259 fino alla caduta del 1453

Lo stemma dell'AEK rappresenta un'aquila bicipite (Δικέφαλος Αετός - Dikefalos Aetos) su uno sfondo giallo. Quando l'AEK fu fondata dai rifugiati da Costantinopoli e dall'Anatolia, negli anni seguenti la Guerra greco-turca e lo scambio di popolazioni tra Grecia e Turchia, l'emblema e i colori furono scelti per ricordare la patria: esso rappresenta infatti la bandiera dell'Impero bizantino sotto la dinastia dei Paleologi (1259-1453), di cui l'ultimo sovrano Costantino XI Paleologo (1449-1453) che era morto difendendo Costantinopoli, fu il simbolo del risorgimento greco contro gli ottomani.

### Evoluzione della divisa
| Manica sinistra · Manica sinistra · Maglietta · Maglietta · Manica destra · Manica destra · Pantaloncini · Calzettoni |
| 1924 |

| Manica sinistra · Manica sinistra · Maglietta · Maglietta · Manica destra · Manica destra · Pantaloncini · Calzettoni |
| 1927 |

| Manica sinistra · Manica sinistra · Maglietta · Manica destra · Manica destra · Pantaloncini · Calzettoni |
| 1929 |

| Manica sinistra · Manica sinistra · Maglietta · Maglietta · Manica destra · Manica destra · Pantaloncini · Calzettoni · Calzettoni |
| 1931 |

| Manica sinistra · Maglietta · Manica destra · Pantaloncini · Calzettoni |
| 1933                                                                    |

| Manica sinistra · Manica sinistra · Maglietta · Manica destra · Manica destra · Pantaloncini · Calzettoni |
| 1935 |

| Manica sinistra · Manica sinistra · Maglietta · Maglietta · Manica destra · Manica destra · Pantaloncini · Calzettoni |
| 1937 |

| Manica sinistra · Maglietta · Manica destra · Pantaloncini · Calzettoni |
| 1947                                                                    |

| Manica sinistra · Manica sinistra · Maglietta · Maglietta · Manica destra · Manica destra · Pantaloncini · Calzettoni |
| 1948 |

| Manica sinistra · Manica sinistra · Maglietta · Manica destra · Manica destra · Pantaloncini · Calzettoni |
| 1957 |

| Manica sinistra · Manica sinistra · Maglietta · Manica destra · Manica destra · Pantaloncini · Calzettoni |
| 1963 |

| Manica sinistra · Manica sinistra · Maglietta · Maglietta · Manica destra · Manica destra · Pantaloncini · Calzettoni |
| 1966 |

| Manica sinistra · Manica sinistra · Maglietta · Maglietta · Manica destra · Manica destra · Pantaloncini · Calzettoni |
| 1974 |

| Manica sinistra · Manica sinistra · Maglietta · Manica destra · Manica destra · Pantaloncini · Calzettoni |
| 1976 |

| Manica sinistra · Manica sinistra · Maglietta · Maglietta · Manica destra · Manica destra · Pantaloncini · Pantaloncini · Calzettoni · Calzettoni |
| 1979 |

| Manica sinistra · Maglietta · Manica destra · Pantaloncini · Calzettoni |
| 1984                                                                    |

| Manica sinistra · Manica sinistra · Maglietta · Maglietta · Manica destra · Manica destra · Pantaloncini · Calzettoni |
| 1989 |

| Manica sinistra · Maglietta · Manica destra · Pantaloncini · Calzettoni |
| 1995                                                                    |

| Manica sinistra · Manica sinistra · Maglietta · Maglietta · Manica destra · Manica destra · Pantaloncini · Calzettoni |
| 2002 |

| Manica sinistra · Manica sinistra · Maglietta · Manica destra · Manica destra · Pantaloncini · Calzettoni |
| 2004 |

| Manica sinistra · Manica sinistra · Maglietta · Maglietta · Manica destra · Manica destra · Pantaloncini · Calzettoni · Calzettoni |
| 2006 1st Kit |

| Manica sinistra · Manica sinistra · Maglietta · Maglietta · Manica destra · Manica destra · Pantaloncini · Pantaloncini · Calzettoni · Calzettoni |
| 2006 2nd Kit |

| Manica sinistra · Manica sinistra · Maglietta · Manica destra · Manica destra · Pantaloncini · Calzettoni |
| 2007-2008 1st Kit                                                                                         |

| Manica sinistra · Manica sinistra · Maglietta · Manica destra · Manica destra · Pantaloncini · Calzettoni |
| 2007-2008 2nd Kit                                                                                         |

| Manica sinistra · Maglietta · Manica destra · Pantaloncini · Calzettoni |
| 2007-2008 3rd Kit                                                       |

| Manica sinistra · Manica sinistra · Maglietta · Maglietta · Manica destra · Manica destra · Pantaloncini · Calzettoni · Calzettoni |
| divisa casalinga 2008-2009 |

| Manica sinistra · Manica sinistra · Maglietta · Maglietta · Manica destra · Manica destra · Pantaloncini · Calzettoni · Calzettoni |
| divisa da trasferta 2008-2009 |

| Manica sinistra · Manica sinistra · Maglietta · Maglietta · Manica destra · Manica destra · Pantaloncini · Calzettoni · Calzettoni |
| 3a divisa 2008-2009 |

## Strutture

### Stadio
Dal 2003 il club gioca le sue partite interne nello stadio olimpico Spyros Louīs; l'impianto, inaugurato nel 1982 e capace di contenere 69 618 spettatori, aveva già ospitato il club tra il 1985 e il 1987. Nella sua storia è stato inoltre teatro di vari eventi, tra i quali spiccano le Olimpiadi di Atene del 2004 (per ospitarle subì una profonda ristrutturazione e l'aggiunta di una copertura particolare progettata dal celebre architetto Santiago Calatrava), oltre a tre finali di Coppa dei Campioni-Champions League e ad una di Coppa delle Coppe.
Storicamente il club è però legato allo stadio Nikos Goumas, intitolato all'omonimo ex presidente dell'AEK. Costruito a Nea Filadelfeia nel 1930 e contenente 24 729 spettatori, è stato seriamente danneggiato dal terremoto che colpì Atene il 7 settembre 1999, venendo infine demolito nel 2003. Nel 2017 sono partiti i lavori per costruire un nuovo stadio nello stesso posto del Nikos Goumas, che sarà completato nel 2020. Dopo alcuni ritardi, finalmente nel settembre 2022, l'AEK si è trasferita nel suo nuovo stadio di Stadio Agia Sophia.

## Allenatori e presidenti
Di seguito è riportata la lista degli allenatori che si sono succeduti alla guida del club nella sua storia.
- 1948-1951  Jack Beby
- 1951-1952  Tryfon Tzanetis
- 1952-1953  Mario Magnozzi
- 1955-1956  Tryfon Tzanetis
- 1958-1959  Vittore Martini[9]
- 1961-1962  Tryfon Tzanetis
- 1962-1963  Jenő Csaknády
- 1963-1964  Heinrich Müller
- 1964-1965  Mirko Kokotović
- 1966-1967  Tryfon Tzanetis
- 1967-1968  Jenő Csaknády
- 1968-1973  Branko Stanković
- 1973-1974  Stan Anderson
- 1974-1977  František Fadrhonc
- 1977-1978  Zlatko Čajkovski
- 1978-1979  Ferenc Puskás
- 1979-1980  Hermann Stessl
- 1980-1981  Miltos Papapostolou
- 1981-1982  Hans Tilkowski (1 lug.-28 gen.)
 Zlatko Čajkovski (29 gen.- 30 giu.)
- 1982-1983  Zlatko Čajkovski (1 lug.-20 feb.)
 Helmut Senekowitsch (21 feb.- 30 giu.)
- 1983-1984  John Barnwell (1 lug.-28 nov.)
 Helmut Senekowitsch (29 nov.- 30 giu.)
- 1984-1985  Václav Halama (1 lug.-31 dic.)
 Antōnīs Geōrgiadīs (1 gen.- 30 giu.)
- 1985-1986  Jacek Gmoch
- 1986-1987  Ab Fafié
- 1987-1988  Todor Veselinović
- 1988-1996  Dušan Bajević
- 1996-1997  Petros Ravousīs
- 1997-1998  Dumitru Dumitriu
- 1998-1999  Dragoslav Stepanović
- 1999-2000  Ljubiša Tumbaković
- 2000-2001  Ioannis Pathiakakis (1 lug.-24 gen.)
 Toni Savevski (25 gen.- 30 giu.)
- 2001-2002  Fernando Santos
- 2002-2004  Dušan Bajević
- 2004  Ilie Dumitrescu
- 2004-2006  Fernando Santos
- 2006-2008  Llorenç Serra Ferrer
- 2008-2009  Giōrgos Dōnīs (1 lug.-17 nov.)
 Dušan Bajević (22 nov.- 30 giu.)
- 2009-2010  Dušan Bajević
- 2010-2011  Dušan Bajević (1 lug.-26 set.)
 Bledar Kola (27 set.- 6 ott.)
 Jiménez (7 ott.- 30 giu.)
- 2010-2011  Jiménez
- 2011-2012  Jiménez (1 lug.-5 ott.)
 Nikos Kostenoglou (6 ott.- 30 giu.)
- 2012-2013  Vangelis Vlachos (1 lug.-30 set.)
 Ewald Lienen (10 ott.- 9 apr.)
 Traïanos Dellas (10 apr.- 30 giu.)
- 2013-2015  Traianos Dellas
- 2015-2016  Traianos Dellas (1 lug.-20 ott.)
 Stelios Manōlas (20 ott.- 28 ott.)
 Gustavo Poyet (29 ott.- 19 apr.)
 Stelios Manōlas (20 apr.- 30 giu.)
- 2016-2017  Temuri Ketsbaia (1 lug.-18 ott.)
 Jiménez (19 ott.- 30 giu.)
- 2017-2018  Jiménez
- 2018-2019  Marinos Ouzounidīs (1 lug.-5 feb.)
 Jiménez (6 feb.- 30 giu.)
- 2019-2020 Miguel Cardoso (1 lug.-25 ago.)
 Nikos Kōstenoglou (26 ago.-7 dic.)
 Massimo Carrera (8 dic.-30 giu.)
- 2020-2021  Massimo Carrera (1 lug.-22 dic.)
 Jiménez (23 dic.-30 giu.)
- 2021-2022  Vladan Milojević (1 lug.-7 ott.)
 Argirios Giannikīs (10 ott.-30 giu.)
2022-2025  Matías Almeyda
- 2025-oggi  Marko Nikolić

I presidenti che si sono succeduti alla dirigenza del club
- 1924-1932  Konstantinos Spanoudis
- 1932-1933  Alexandros Strogilos
- 1933-1935  Konstantinos Sarifis
- 1935-1937  Konstantinos Theofanidis
- 1937-1938  Konstantinos Chrisopoulos
- 1938-1940  Vassilios Fridas
- 1945-1949  Emilios Ionas
- 1949-1950  Spiridon Skouras
- 1950-1952  Georgios Melas
- 1952  Eleutherios Venizelos
- 1952-1957  Georgios Chrisafidis
- 1957-1963  Nikolaos Goumas
- 1963-1966  Alexandros Makridis
- 1966  Georgios Toubalidis
- 1966-1967  Michail Trikoglou
- 1967  Emmanuil Calitsounakis
- 1967-1968  Kosmas Kiriakidis
- 1968-1969  Ilias Georgopoulos
- 1969-1970  Georgios Chrisafidis
- 1970-1973  Kosmas Chatzicharalabous
- 1973  Dimitrios Avramidis
- 1973-1974  Ioannis Theodorakopoulos
- 1974-1981  Loukas Barlos
- 1981-1982  Andreas Zafiropoulos
- 1982-1983  Michalis Arkadis
- 1983-1984  Eleftherios Panagidis
- 1984-1988  Andreas Zafiropoulos
- 1988-1991  Efstratios Gidopoulos
- 1991-1992  Konstantinos Generakis
- 1992-1993  Dimitrios Melissanidis
- 1993-1994  Ioannis Karras
- 1994-1995  Dimitrios Melissanidis
- 1995-1997  Michalis Trochanas
- 1997  Georgios Kiriopoulos
- 1997  Alexis Kougias
- 1997-1998  Lakis Nikolaou
- 1998-1999  Konstantinos Generakis
- 1999-2000  Stefanos Mamatzis
- 2000-2001  Cornilios Sirchaouz
- 2001  Filonas Antonopoulos
- 2001-2003  Charilaos Psomiadis
- 2003-2004  Ioannis Granitsas
- 2004-2008  Demis Nikolaidis
- 2008-2010  Nikos Thanopoulos
- 2010-2012  Stavros Adamidis
- 2012-2013  Andreas Dimitrelos
- 2014-  Evangelos Aslanidis

## Calciatori

### Vincitori di titoli
- Michalīs Kapsīs  (Portogallo 2004)
- Vasilīs Lakīs  (Portogallo 2004)
- Theodōros Zagorakīs  (Portogallo 2004)
- Vasilīs Tsiartas  (Portogallo 2004)
- Kōstas Katsouranīs  (Portogallo 2004)

## Palmarès

### Competizioni nazionali
- Campionato greco: 13

1938-1939, 1939-1940, 1962-1963, 1967-1968, 1970-1971, 1977-1978, 1978-1979, 1988-1989, 1991-1992, 1992-1993, 1993-1994, 2017-2018, 2022-2023
- Coppa di Grecia: 16

1931-1932, 1931-1932, 1948-1949, 1949-1950, 1955-1956, 1963-1964, 1965-1966, 1977-1978, 1982-1983, 1995-1996, 1996-1997, 1999-2000, 2001-2002, 2010-2011, 2015-2016, 2022-2023
- Supercoppa di Grecia: 2

1989, 1996
- Coppa di Lega greca: 1  (record)

1989-1990
- Football League (Grecia): 1

2014-2015
- Gamma Ethniki: 1

2013-2014 (gruppo 6)

### Competizioni regionali
- Campionato ateniese: 5

1939-1940, 1942-1943, 1945-1946, 1946-1947, 1949-1950

### Altri piazzamenti
- Campionato greco:

Secondo posto: 1932-1933, 1945-1946, 1957-1958, 1958-1959, 1959-1960, 1964-1965, 1966-1967, 1969-1970, 1974-1975, 1975-1976, 1980-1981, 1987-1988, 1989-1990, 1995-1996, 1996-1997, 1998-1999, 2001-2002, 2005-2006, 2006-2007, 2007-2008, 2015-2016, 2023-2024
Terzo posto: 1953-1954, 1963-1964, 1965-1966, 1971-1972, 1982-1983, 1984-1985, 1985-1986, 1990-1991, 1997-1998, 1999-2000, 2000-2001, 2002-2003, 2004-2005, 2010-2011, 2018-2019, 2019-2020
- Coppa di Grecia:

Finalista: 1947-1948, 1952-1953, 1978-1979, 1993-1994, 1994-1995, 2005-2006, 2008-2009, 2016-2017, 2017-2018, 2018-2019, 2019-2020
Semifinalista: 1939-1940, 1951-1952, 1967-1968, 1970-1971, 1975-1976, 1980-1981, 1985-1986, 1991-1992, 1992-1993, 2002-2003, 2003-2004, 2004-2005, 2020-2021, 2024-2025
- Supercoppa di Grecia: 3

Finalista: 1992, 1993, 1994
- Coppa UEFA:

Semifinalista: 1976-1977
- Coppa dei Balcani per club:

Finalista: 1966-1967

## Statistiche e record

### Partecipazione ai campionati e ai tornei internazionali

#### Campionati nazionali
Dalla stagione 1959-1960 alla 2022-2023 il club ha ottenuto le seguenti partecipazioni ai campionati nazionali:
| Livello | Categoria                           | Partecipazioni | Debutto   | Ultima stagione | Totale |
| ------- | ----------------------------------- | -------------- | --------- | --------------- | ------ |
| 1º      | Alpha Ethniki / Souper Ligka Ellada | 62             | 1959-1960 | 2022-2023       | 62     |
| 2º      | Football League                     | 1              | 2014-2015 | 2014-2015       | 1      |
| 3º      | Gamma Ethniki                       | 1              | 2013-2014 | 2013-2014       | 1      |

#### Tornei internazionali
Alla stagione 2020-2021 il club ha ottenuto le seguenti partecipazioni ai tornei internazionali:
| Categoria                                | Partecipazioni | Debutto   | Ultima stagione |
| ---------------------------------------- | -------------- | --------- | --------------- |
| Coppa dei Campioni/UEFA Champions League | 16             | 1963-1964 | 2018-2019       |
| Coppa delle Coppe                        | 6              | 1964-1965 | 1997-1998       |
| Coppa UEFA/UEFA Europa League            | 26             | 1972-1973 | 2020-2021       |

### Statistiche individuali
Il giocatore con più presenze nelle competizioni europee è Michalis Kasapis a quota 66, mentre il miglior marcatore è Ntemīs Nikolaïdīs con 26 gol.
| Presenze in campionato - 483 - Dīmītrios Papaïōannou - 451 - Stelios Manōlas - 356 - Toni Savevski - 293 - Stelios Skevofilakas - 293 - Lakis Nikolaou - 277 - Thomas Mavros - 269 - Andreas Stamatiadis - 263 - Petros Ravousīs - 261 - Chrīstos Ardizoglou - 255 - Pavlos Papaioannou | Reti in campionato - 233 - Dīmītrios Papaïōannou - 174 - Thomas Mavros - 140 - Kōstas Nestoridīs - 125 - Demis Nikolaidis - 94 - Kostas Nikolaidis - 81 - Vasilīs Dīmītriadīs - 80 - Vasilīs Tsiartas - 67 - Daniel Batista - 67 - Nikos Liberopoulos - 65 - Dušan Bajević |

### Statistiche di squadra
A livello internazionale la miglior vittoria è per 6-0, ottenuta contro il Grevenmacher nel turno preliminare della Coppa UEFA 2001-2002, mentre la peggior sconfitta è il 7-2 subito contro il Monaco nel primo turno della Coppa dei Campioni 1963-1964.

## Organico

### Rosa 2025-2026
Aggiornata al 14 agosto 2025.
| N. |                       | Ruolo | Calciatore          |
| -- | --------------------- | ----- | ------------------- |
| 1  | Albania (bandiera)    | P     | Thomas Strakosha    |
| 2  | Camerun (bandiera)    | D     | Harold Moukoudi     |
| 3  | Grecia (bandiera)     | C     | Stavros Pīlios      |
| 4  | Polonia (bandiera)    | C     | Damian Szymański    |
| 6  | Danimarca (bandiera)  | C     | Jens Jønsson        |
| 7  | Svizzera (bandiera)   | A     | Dereck Kutesa       |
| 8  | Serbia (bandiera)     | C     | Mijat Gaćinović     |
| 9  | Serbia (bandiera)     | A     | Luka Jović          |
| 11 | Mauritania (bandiera) | C     | Aboubakary Koita    |
| 12 | Grecia (bandiera)     | D     | Lazaros Rota        |
| 13 | Messico (bandiera)    | C     | Orbelín Pineda      |
| 14 | Haiti (bandiera)      | A     | Frantzdy Pierrot    |
| 16 | Grecia (bandiera)     | C     | Sōtīrīs Tsiloulīs   |
| 17 | Grecia (bandiera)     | C     | Dimitris Kaloskamis |
| 18 | Romania (bandiera)    | C     | Răzvan Marin        |
| 19 | Svezia (bandiera)     | C     | Niclas Eliasson     |
| 20 | Grecia (bandiera)     | C     | Petros Mantalos     |

| N. |                        | Ruolo | Calciatore                |
| -- | ---------------------- | ----- | ------------------------- |
| 21 | Croazia (bandiera)     | D     | Domagoj Vida              |
| 22 | Perù (bandiera)        | D     | Alexander Callens         |
| 23 | Croazia (bandiera)     | D     | Robert Ljubičić           |
| 24 | Grecia (bandiera)      | D     | Gerasimos Mītoglou        |
| 26 | Francia (bandiera)     | C     | Anthony Martial           |
| 28 | Inghilterra (bandiera) | D     | Moses Odubajo             |
| 29 | Scozia (bandiera)      | D     | James Penrice             |
| 34 | Grecia (bandiera)      | D     | Christos Kosidis          |
| 37 | Argentina (bandiera)   | C     | Roberto Pereyra           |
| 41 | Grecia (bandiera)      | P     | Marios Balamotis          |
| 44 | Portogallo (bandiera)  | D     | Filipe Relvas             |
| 55 | Grecia (bandiera)      | D     | Konstantinos Chrysopoulos |
| 73 | Grecia (bandiera)      | C     | Christoforos Kolimatsis   |
| 81 | Grecia (bandiera)      | P     | Angelos Angelopoulos      |
| 90 | Angola (bandiera)      | A     | Zini                      |
| 91 | Italia (bandiera)      | P     | Alberto Brignoli          |

### Staff tecnico
- Allenatore:  Marko Nikolić
- Vice-Allenatore:  Radoje Smiljanić,  Aleksandar Rogić
- Preparatore dei portieri:  Marco Garofalo
- Preparatore atletico:  Goran Basarić
- Match Analyst:  Vassilis Armatas
- Medico sociale:  Pantelis Nikolaou
- Fisioterapista:  Christos Dedousis
 Konstantinos Pavlidis
 Dimitris Prevenios
- Direttore Tecnico:  carica vacante
- Direttore Sportivo:  Javier Ribalta
- Direttore Generale:  Minas Lysandrou
- Caposezione calcio:  Alex Clainos
- Direttore settore giovanile:  Ivan Nedeljković
- Direttore area scouting:  Georgios Georgiadis